# Guanyin (socken i Kina, Guangxi)
Guanyin (kinesiska: 观音乡, 观音) är en socken i Kina. Den ligger i den autonoma regionen Guangxi, i den södra delen av landet, omkring 380 kilometer nordost om regionhuvudstaden Nanning. Antalet invånare är 7355. Befolkningen består av 3 617 kvinnor och 3 738 män. Barn under 15 år utgör 20,0 %, vuxna 15-64 år 67 %, och äldre över 65 år 11,0 %.
Genomsnittlig årsnederbörd är 2 015 millimeter. Den regnigaste månaden är april, med i genomsnitt 297 mm nederbörd, och den torraste är oktober, med 46 mm nederbörd.